# Primum Familiæ Vini
Primum Familiæ Vini, désignation latine pour Premières Familles du Vin (PFV), est une association de vignerons prestigieux, propriétaires de caves et de domaines historiques. Ses membres, à travers le monde, sont limités à douze familles ou établissements vinicoles.

## Historique
L'association a été créée en 1993 par Miguel Torres et Robert Drouhin. Le but était de réunir quelques-unes des plus grandes familles vigneronnes du monde afin de faciliter échanges et communications entre elles. Tous les membres sont propriétaires d'un domaine viticole prestigieux et qui jouit d'une grande réputation internationale. Les nouveaux membres ne sont cooptés que par décision unanime.
En 2021, l'association met aux enchères une caisse contenant une bouteille premium de chacune des maisons membres ainsi qu'une invitation à visiter leurs domaines respectifs. 

## Membres des Primum Familiæ Vini

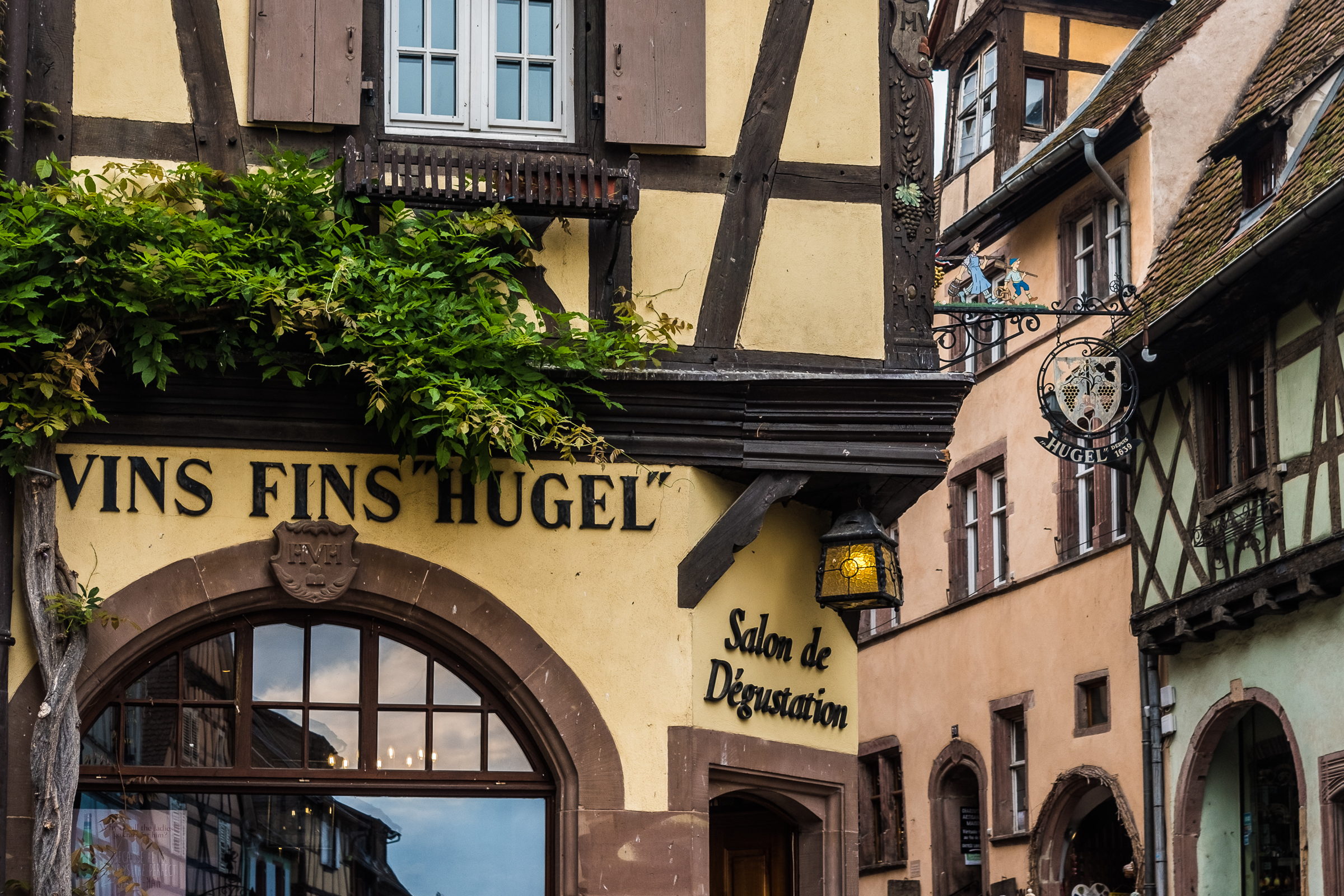
Hugel et Fils à Riquewihr en Alsace.

En 2018, l'association regroupe douze membres (6 français, 2 italiens, 2 espagnols, un allemand et un portugais) :
- Marchesi Antinori Srl, Toscane ;
- Château Mouton Rothschild, Bordeaux (Pauillac) ;
- Maison Joseph Drouhin, Bourgogne (Beaune) ;
- Weingut Egon Müller Scharzhofberg, Moselle (Sarre) ;
- Hugel et fils, Alsace ;
- Champagne Pol Roger, Champagne ;
- Perrin et fils, Château de Beaucastel, Vallée du Rhône, depuis 2006[3] ;
- Symington Family Estates, Porto ;
- Tenuta San Guido, Toscane ;
- Bodegas Torres, Catalogne ;
- Bodegas Vega Sicilia, Ribera del Duero ;
- Domaine Clarence Dillon, Bordeaux[Note 1], depuis 2018[4].

## Anciens membres des Primum Familiæ Vini
Plusieurs membres ont quitté les PFV car n'étant plus propriétaires de caves familiales :
- Château Cos d'Estournel, Bordeaux (Saint-Estèphe), en 1998 ;
- Mondavi, Californie (Napa Valley), en 2005[5] ;
- Paul Jaboulet aîné, Vallée du Rhône, en 2006[3].

## Présidents
- 2016-2017 : Egon Müller (Weingut Egon Müller Scharzhofberg)[6]
- 2018-2019 : Hubert de Billy (Champagne Pol Roger)[7]
- 2019-2020 : Marc Perrin (Perrin et fils)[8]
- 2020-2021 : Matthieu Perrin (Perrin et fils)[9]
- Depuis 2022 : Pablo Álvarez (Bodegas Vega Sicilia)[10]